# Bon Iver
Bon Iver es una banda de indie folk estadounidense fundada en 2006 por el cantautor estadounidense Justin Vernon. Otros componentes de su banda son Mike Noyce, Sean Carey, Colin Stetson y Matthew McCaughan, entre otros esporádicos.
Vernon produjo de forma independiente su primer álbum, For Emma, Forever Ago en 2007, grabándolo en su mayor parte mientras pasaba tres meses en una cabaña remota en Wisconsin. En 2012, la banda ganó el Grammy al Mejor Nuevo Artista y al Mejor Álbum de Música Alternativa por su álbum Bon Iver, Bon Iver; además de estar nominados a Canción y Grabación del Año por "Holocene", incluida en ese mismo álbum.
Su nombre, Bon Iver, es un juego de palabras a partir del francés "bon hiver" (buen invierno, pronunciación en francés: /bɔn‿ivɛːʁ/), tomado de un saludo de la serie "Doctor en Alaska" (Northern Exposure).
En 2021 la banda fue incluida en la lista de los 200 artistas más influyentes de los últimos 25 años por la publicación estadounidense Pitchfork.

## Biografía
Mientras estaba en el instituto, Vernon fundó la banda Mount Vernon con su compañero compositor de música independiente John Barreca, y también DeYarmond Edison - ambas bandas de indie-rock cuyo origen estaba en Eau Claire, Wisconsin, donde aún continúa residiendo. DeYarmond Edison estaba formado por Vernon, Brad y Phil Cook, y Joe Westerlund.
Tras un largo periodo de éxito en la escena musical de Eau Claire, los cuatro compañeros de la banda abandonaron su larga estancia en su hogar natal y se trasladaron a Raleigh, Carolina del Norte, para intentar tener éxito en un lugar diferente. La banda se autoprodujo cuatro discos, el primero de los cuales se titulaba con el nombre del grupo, y el segundo Silent Signs. Existe un EP de material no publicado disponible en su página de Myspace. Tras casi un año en Raleigh, Vernon abandonó Wisconsin tras cortar con la banda y con su novia. Los miembros restantes de DeYarmond Edison continuaron su andadura formando una nueva banda, llamada Megafaun y siguieron siendo buenos amigos de Vernon.
Justin recaudó dinero con una camiseta del Yellow Bird Project para una casa de acogida para mujeres en Toronto, Ontario.

### Representaciones en vivo
A Justin Vernon se le une en directo Sean Carey (batería, vocales, piano, vibráfono) y Mike Noyce (vocales, guitarra barítono, guitarra). Noyce fue alumno de guitarra de Vernon en la escuela secundaria, en tanto que Carey se acercó a Vernon en el primer concierto de Bon Iver diciendo que podía tocar y cantar todas las canciones, tras lo cual ambos tocaron algunas de ellas juntos.
Debido a la gran cantidad de overdubbing en For Emma, Forever Ago, Justin Vernon estaba preocupado porque no hubiera suficientes voces para duplicar el sonido de las canciones del álbum. Para compensar este problema, Bon Iver repartió partituras de algunas de las canciones a la audiencia para que las cantara durante los conciertos. En una entrevista con Pitchfork, Vernon describió este dilema: "No quiero ser el tipo que canta con una guitarra acústica, porque eso es bastante aburrido. La canción realmente necesita 80-500 personas cantando o lo que dé el ambiente de la sala. Necesita ese toque".

### For Emma, Forever Ago
Tras la ruptura de la banda, de su relación afectiva y luchar con su enfermedad (mononucleosis hepática), Vernon abandonó Raleigh y se marchó a Wisconsin pasando tres meses en la cabaña de su padre al norte de Wisconsin. De acuerdo con Vernon, fue durante ese tiempo cuando concibió el nombre de "Bon Iver"; mientras estaba postrado en la cama con la mononucleosis, comenzó a ver la serie de televisión Doctor en Alaska en DVD. Un episodio describe a un grupo de ciudadanos en Alaska, donde tiene lugar la serie, saliendo de sus casas tras la primera nevada del invierno y deseando un "bon hiver" ("buen invierno" en francés). Al principio Vernon lo transcribió como "boniverre", pero cuando aprendió a escribir francés por sí mismo, decidió no utilizarlo, puesto que "hiver" le recordaba mucho a "liver" (hígado), la fuente de su enfermedad en aquel momento.
Vernon no pretendía escribir o grabar música en ese momento, sino recuperarse de lo sucedido el año pasado. Sin embargo en un momento comenzó a desarrollarse un disco durante este periodo catártico de aislamiento. Había terminado recientemente de ayudar a la banda The Rosebuds a hacer alguna grabación y se llevó con él algún material básico de grabación cuando se fue a la cabaña. Vernon tocaba todos los instrumentos durante la grabación y cada canción estaba altamente editada con un gran número de overdubs. Vernon escribió la mayor parte de las letras del álbum grabando una melodía sin letra y escuchando la grabación una y otra vez y escribiendo las letras de acuerdo al sonido de las sílabas de la melodía. En una entrevista, Vernon aseguró: "Las palabras no flotan en mi cabeza con una decisión o intención porque yo lo decidiese así". "Dejé Carolina del Norte y fui hacia allá porque no sabía exactamente a donde ir, que quería estar solo y que quería estar donde hiciera frío. En otra entrevista, Vernon describe qué aparatos utilizó para grabar el álbum: "Tenía un equipo muy ligero y básico: un Shure SM57 y una vieja guitarra Silvertone. Despojé a mi hermano de su vieja batería... algunas otras cosas pequeñas -cosas que me hacía o que encontraba tiradas por ahí."
La grabación casi no se sacó a la venta y al principio su pretensión era la de un grupo de demos para enviarlo a casas discográficas como potenciales grabaciones. Pero tras recibir reacciones de mucho ánimo por parte de algunos amigos, Vernon decidió sacar las canciones por sí mismo en el estado en el que se encontraban. Tras una recepción significativamente positiva, ayudado por el boca a boca y por su popularidad en la blogosfera, Vernon decidió firmar por el sello independiente Jagjaguwar que a renglón seguido le dio al álbum la distribución adecuada. Vernon había dicho que continuaría creando álbumes sin ingenieros ni productores porque sería capaz de hacerlo por sí mismo.

## Discografía

### Álbumes
- For Emma, Forever Ago (finales de 2007, autoproducido; 19 de febrero de 2008 en Estados Unidos; 12 de mayo de 2008 en el Reino Unido)
- Bon Iver, Bon Iver (2011)
- 22, A Million (septiembre de 2016)
- i, i (Agosto de 2019)
- Sable, Fable (2025)

### EP
- Blood Bank (20 de enero de 2009)[19]

### Singles
| Sencillo      | Año  | Posiciones más altas en listas | Posiciones más altas en listas | Posiciones más altas en listas | Posiciones más altas en listas | Posiciones más altas en listas | Posiciones más altas en listas | Posiciones más altas en listas | Álbum                 |
| Sencillo      | Año  | BEL (FL)                       | DNK                            | EUR                            | FRA                            | IRE                            | UK                             | US                             | Álbum                 |
| ------------- | ---- | ------------------------------ | ------------------------------ | ------------------------------ | ------------------------------ | ------------------------------ | ------------------------------ | ------------------------------ | --------------------- |
| "Skinny Love" | 2008 | —                              | 32                             | —                              | —                              | —                              | —                              | —                              | For Emma, Forever Ago |
| "For Emma"    | 2008 | —                              | —                              | —                              | —                              | —                              | —                              | —                              | For Emma, Forever Ago |
| "Re: Stacks"  | 2008 | —                              | —                              | —                              | —                              | —                              | —                              | —                              | For Emma, Forever Ago |
| "Blood Bank"  | 2009 | —                              | —                              | 62                             | 54                             | 24                             | 37                             | —                              | Blood Bank EP         |
| "Calgary"     | 2011 | 81                             | —                              | —                              | —                              | —                              | —                              | —                              | Bon Iver, Bon Iver    |
| "Holocene"    | 2011 | 59                             | —                              | —                              | —                              | —                              | —                              | 118                            | Bon Iver, Bon Iver    |
| "Towers"      | 2012 | —                              | —                              | —                              | —                              | —                              | —                              | —                              | Bon Iver, Bon Iver    |
| "Beth/Rest"   | 2012 | —                              | —                              | —                              | —                              | —                              | —                              | —                              | Bon Iver, Bon Iver    |

## Premios y nominaciones
Bon Iver ha estado nominado en 8 ocasiones. Ganaron dos en la 54° entrega de los Grammy.
| Año  | Categoría                              | Trabajo                            | Resultado |
| ---- | -------------------------------------- | ---------------------------------- | --------- |
| 2012 | Mejor Nuevo Artista                    | --                                 | Ganador   |
| 2012 | Grabación del Año                      | Holocene                           | Nominado  |
| 2012 | Mejor Álbum de Música Alternativa      | Bon Iver                           | Ganador   |
| 2017 | Mejor Álbum de Música Alternativa      | 22, A Million                      | Nominado  |
| 2020 | Mejor Álbum de Música Alternativa      | I, I                               | Nominado  |
| 2020 | Álbum del año                          | I, I                               | Nominado  |
| 2020 | Grabación del Año                      | Hey, Ma                            | Nominado  |
| 2021 | Mejor Interpretación de Pop Dúo/ Grupo | Exile. Taylor Swift Feat. Bon Iver | Nominado  |